# Enis Đurković
Enis Đurković, slovenski nogometaš, * 24. maj 1989, Kranj.
Đurković je slovenski profesionalni nogometaš, ki igra na položaju napadalca. Od leta 2020 je član avstrijskega kluba Reichenau/Falkert. Pred tem je igral za slovenske klube Triglav Kranj, Sava Kranj, Lesce, Zarica Kranj, Olimpija, Radomlje, Celje in Krško, romunski Pandurii Târgu Jiu ter avstrijske Celovec, Kühnsdorf in Liebenfels. Skupno je v prvi slovenski ligi odigral 106 tekem in dosegel 24 golov.